# تشارلز فست
تشارلز فست (بالإنجليزية: Charles M. Vest) (و. 1941 – 2013 م) هو مهندس من الولايات المتحدة الأمريكية . ولد في مورغانتاون (فيرجينيا الغربية) . وكان عضواً في الأكاديمية الوطنية للهندسة .
توفي في مقاطعة أرلنغتون (فيرجينيا)، عن عمر يناهز 72 عاماً. بسبب ورم البنكرياس .

## التعليم
تعلم في جامعة ميشيغان، وجامعة وست فرجينيا

## مناصب وهيئات
أدار معهد ماساتشوستس للتكنولوجيا، وجامعة ميشيغان.

## جوائز
حصل على جوائز منها:
- قلادة العلوم الوطنية الأمريكية في مجال التكنولوجيا والإبتكار.